# Carlobruchia
Carlobruchia là một chi bọ cánh cứng trong họ Chrysomelidae.
Chi này được Spaeth miêu tả khoa học năm 1911.

## Các loài
Các loài trong chi này gồm:
- Carlobruchia boliviana Borowiec, 1995
- Carlobruchia carbonaria (Klug, 1829)
- Carlobruchia tricostata (Spaeth, 1907)